# Notopoma cidaridis
Notopoma cidaridis is een vlokreeftensoort uit de familie van de Ischyroceridae. De wetenschappelijke naam van de soort is voor het eerst geldig gepubliceerd in 2004 door Berge, Vader & Lockhart.